# فيلموس سالاي
فيلموس سالاي (بالمجرية: Szalai Vilmos) (11 أغسطس 1991 ببودابست في المجر - ) هو لاعب كرة قدم مجري في مركز الدفاع. لعب مع نادي أويبست ونادي ديوسجوري ونادي ميزوكوفيشدي وفورماتيا فورمز ‏.

## وصلات خارجية
- هذه المقالة غير مرتبط بويكي بيانات